# L'Esprit commercial des temps modernes et son influence sur le caractère politique, moral et littéraire d'une nation

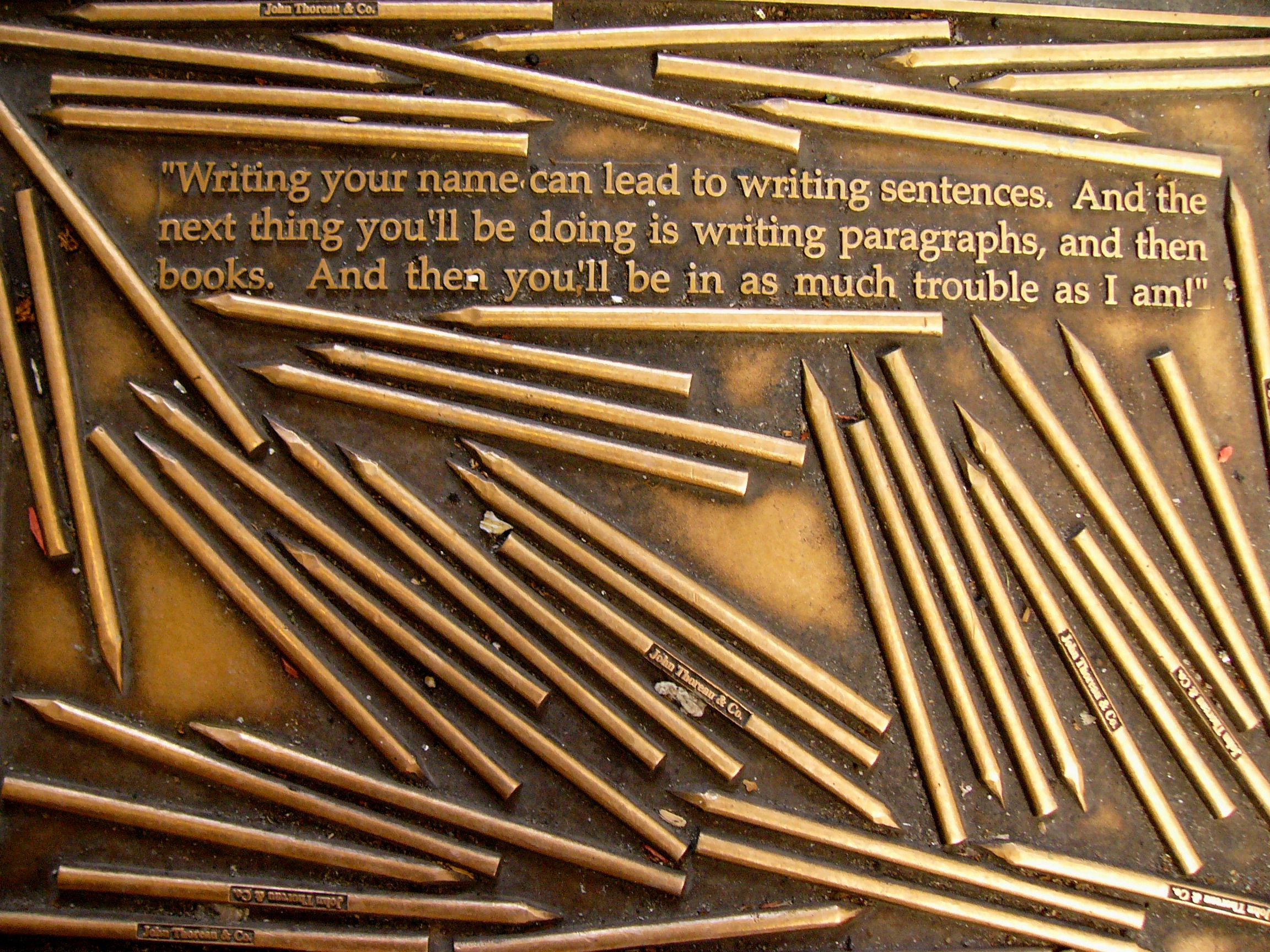
Citation commémorative de Thoreau à la Library Way de New York.

L'Esprit commercial des temps modernes et son influence sur le caractère politique, moral et littéraire d'une nation (en anglais : The Commercial Spirit of Modern Times Considered in Its Influence on the Political, Moral, and Literary) est un discours écrit et lu par l'écrivain américain Henry David Thoreau, alors âgé de 20 ans, en 1837, à Harvard. Le discours a ensuite donné lieu à un essai publié, devenant le premier écrit de Thoreau.
Dès 1835, en dehors des trimestres d’études à Harvard, Thoreau enseigne quelques mois dans une école primaire de Canton, dans le Massachusetts. Thoreau découvre véritablement le transcendantalisme en 1835 avant d'obtenir son diplôme en août 1837, célébration qui est l'occasion pour le jeune homme de prononcer un discours contre la société intitulé « L’esprit commercial des temps modernes et son influence sur le caractère politique, moral et littéraire d’une nation » et qui contient toute sa pensée future.